# Xylophanes suana
Xylophanes suana (лат.) — вид бабочек-бражников рода Xylophanes из подсемейства длинноязычные (Macroglossinae, Sphingidae). Встречается на Багамских островах.

## Описание
Бабочки средних размеров, длина крыльев до 2 см. Xylophanes suana похож на Xylophanes tersa tersa, но верхняя сторона тела и передние крылья более однородного пепельно-серого цвета, в то время как на брюшке отсутствуют золотисто-желтые боковые полосы, а передние крылья менее удлиненные. Кроме того, тергиты брюшка имеют более слабые шипы. Рисунок передних крыльев в целом очень однороден. Только дискальное пятно, базальный участок первой постмедиальной линии и четвертая постмедиальная линия у большинства экземпляров выделяются на фоне серовато-коричневого грунта. Бледно-желтые пятна срединной полосы на верхней стороне заднего крыла меньше и мельче, чем у Xylophanes tersa tersa, и иногда окрашены в розовый цвет.

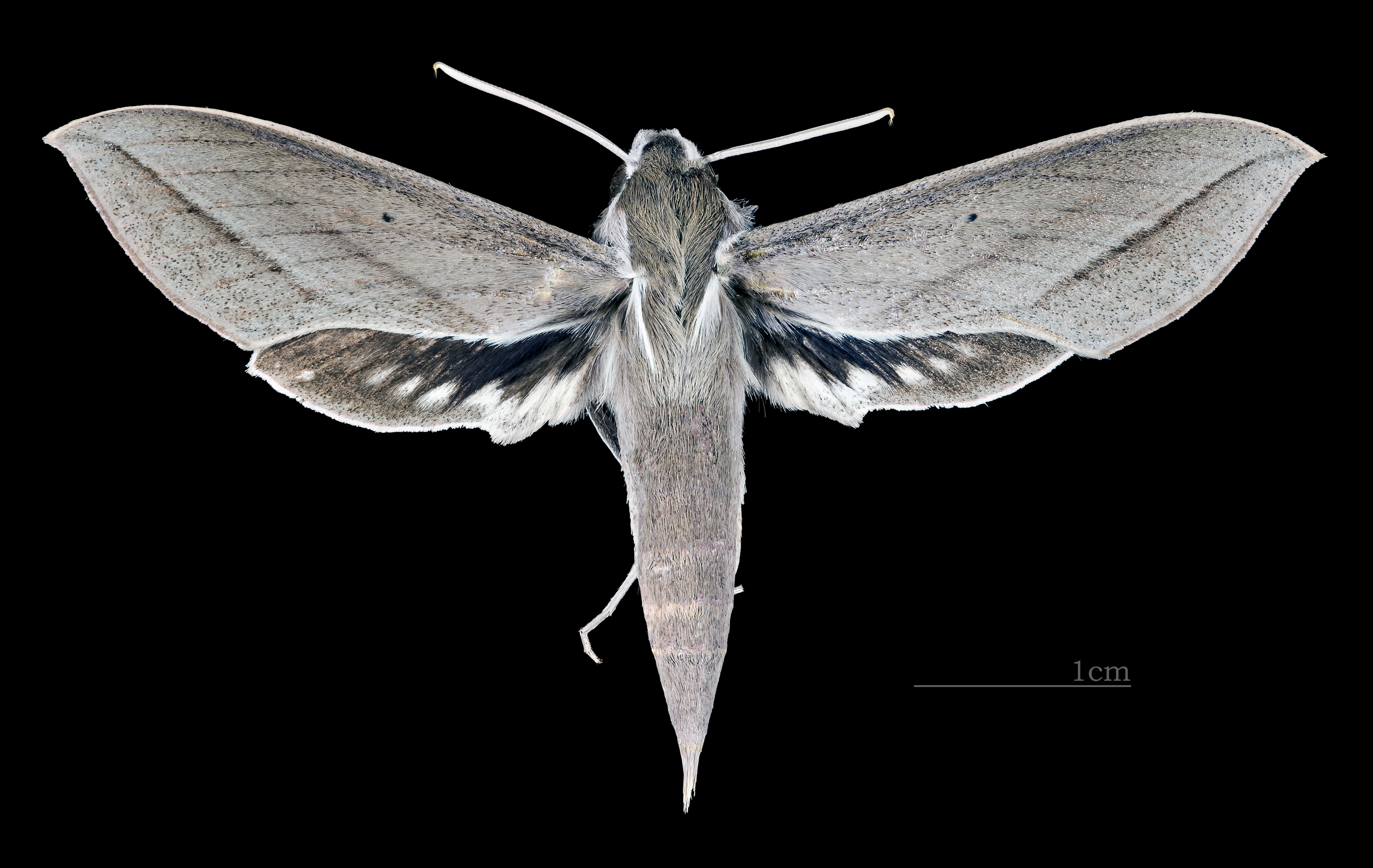
Самка сверху
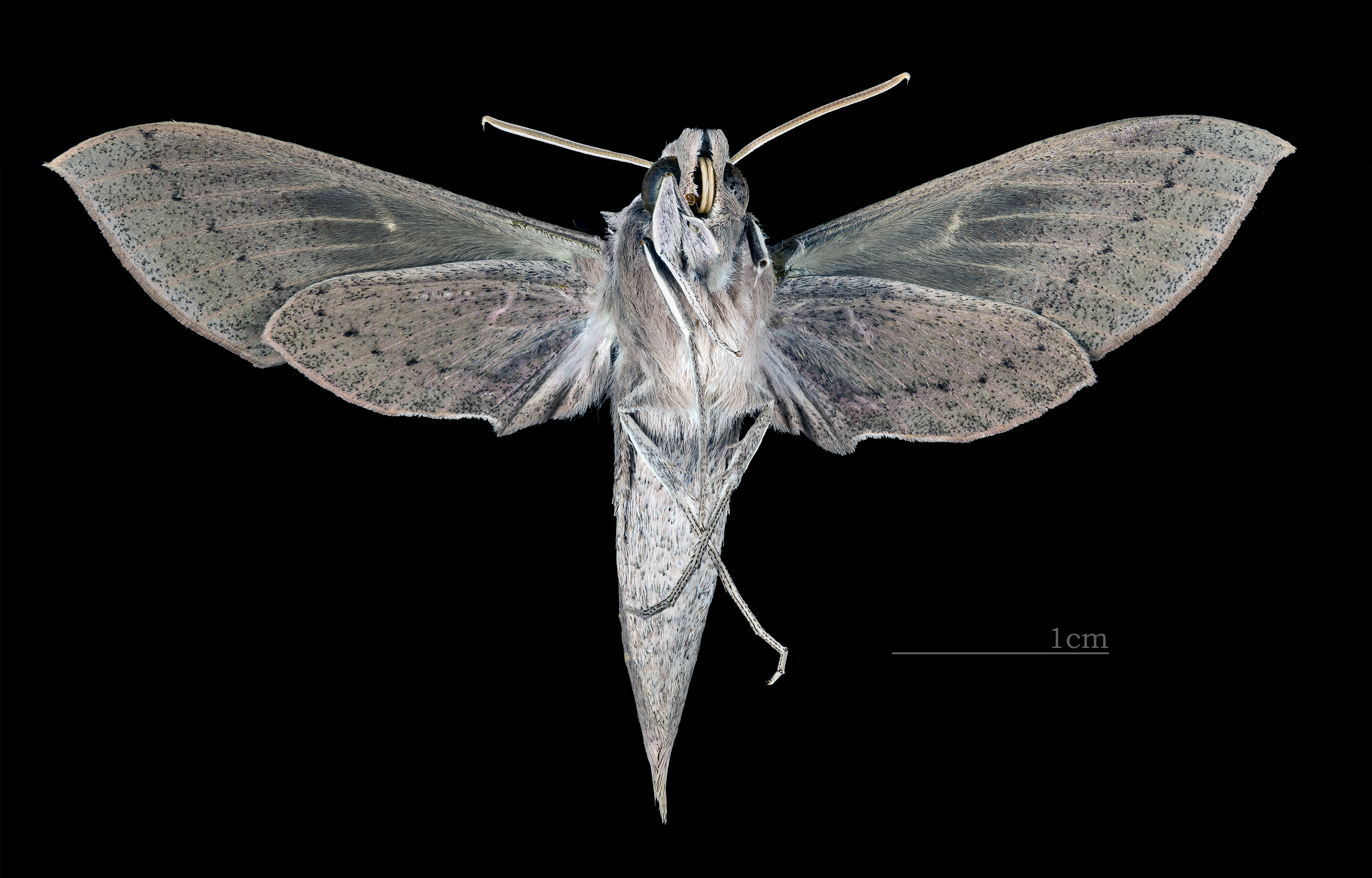
Самка снизу

## Распространение
Встречается на Багамских островах.